# 莉迪亚·威廉斯
莉迪亚·格雷丝·伊尔卡丽·威廉斯（英語：Lydia Grace Yilkari Williams；1988年5月13日—），澳大利亚女子职业足球运动员，司职守门员，目前效力于墨尔本胜利足球俱乐部和澳大利亚国家女子足球队。她曾代表澳大利亚参加2020年和2024年夏季奥林匹克运动会女子足球比赛等多场国际赛事。